# Uruguaysuchidae
Famille
Genres de rang inférieur
- † Uruguaysuchus Rusconi, 1933
- † Araripesuchus Price, 1959
- † Anatosuchus Sereno et al. 2003

Les Uruguaysuchidae, uruguaysuchidés en français, forment une famille éteinte de crocodyliformes, du sous-ordre des Notosuchia. Ses différentes espèces sont connues dans le Crétacé d'Amérique du Sud et d'Afrique, de l'Aptien supérieur au Maastrichtien, soit il y a environ entre 123 et 66 Ma (millions d'années),,.

## Liste des genres et espèces
- † Uruguaysuchus
  - † Uruguaysuchus aznarezi Rusconi, 1933, découvert dans le Crétacé supérieur d'Uruguay.

- † Araripesuchus
  - † Araripesuchus gomesii Price, 1959 . C'est l'espèce type, elle a vécu au Brésil, dans un niveau daté vers la fin du Crétacé inférieur (Albien inférieur)[5] ;
  - † Araripesuchus wegeneri Buffetaut, 1981. Découvert au Niger dans l'Albien[2],[6] ;
  - † Araripesuchus patagonicus Ortega et al., 2000. Découvert en Argentine, il provient de l'Albien ou du Cénomanien[7] ;
  - † Araripesuchus buitreraensis Pol & Apesteguia, 2005. Elle a été découverte en Argentine dans des sédiments du Cénomanien ou du Turonien[8] ;
  - † Araripesuchus tsangatsangana Turner, 2006. Espèce découverte à Madagascar dans un niveau daté du Maastrichtien à la fin du Crétacé supérieur[4] ;
  - † Araripesuchus rattoides Sereno & Larsson, 2009. Il provient du Cénomanien du Maroc[6].

- † Anatosuchus
  - † Anatosuchus  minor daté de l'Aptien supérieur à l'Albien inférieur du Niger[3].

## Description

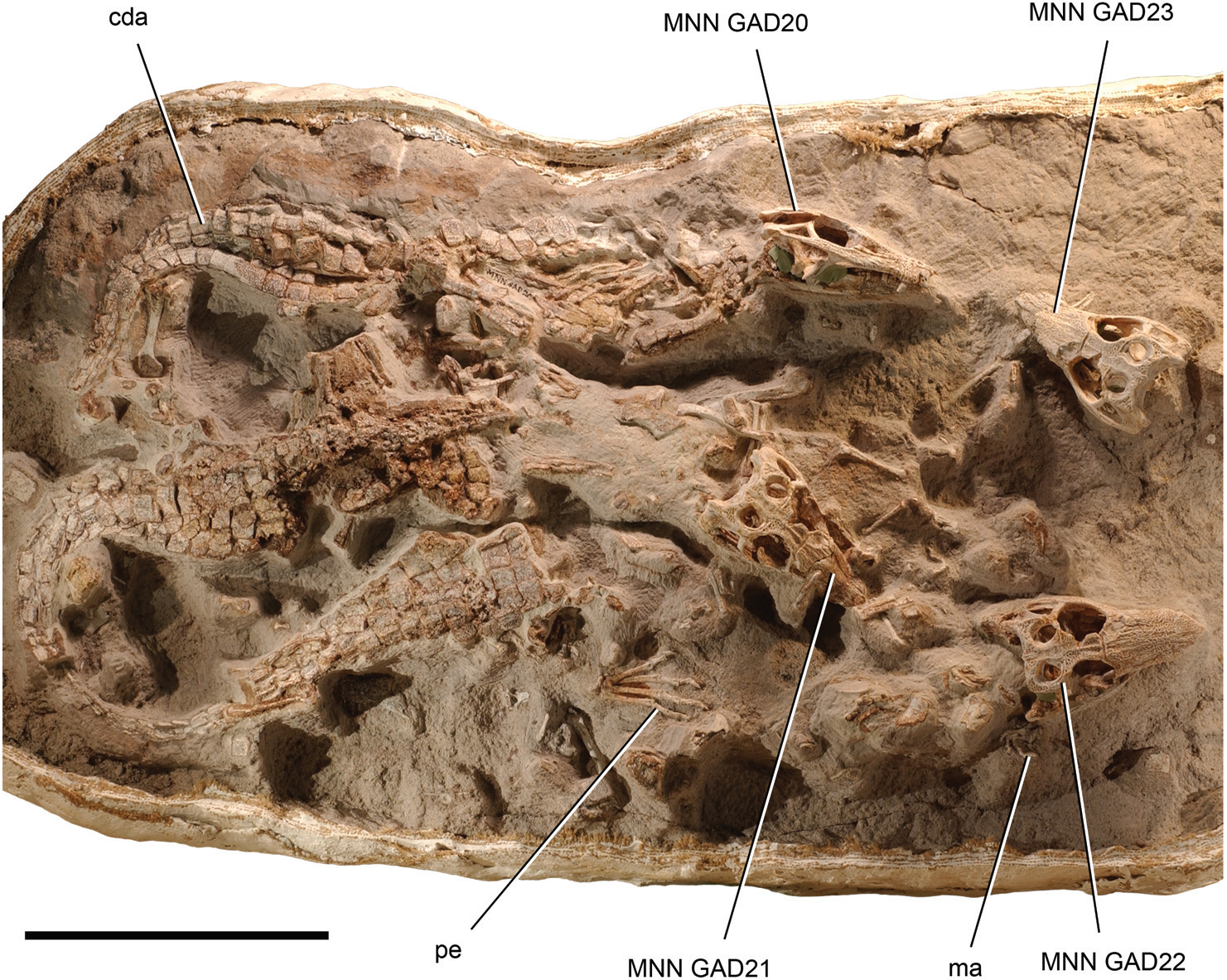
Bloc de sédiments contenant plusieurs spécimens d'A. wegeneri du Niger.

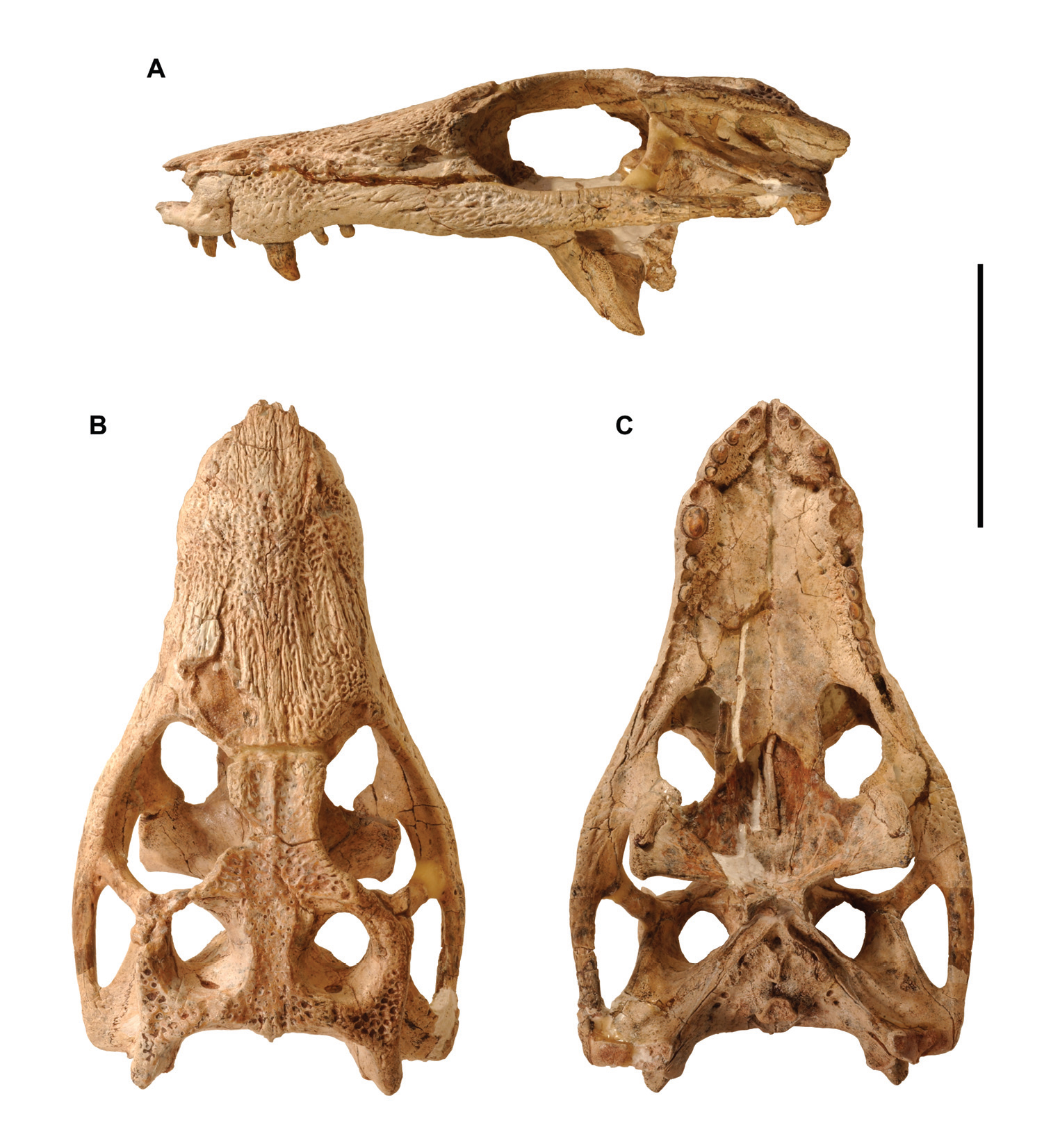
Différentes vue du crâne
d'Araripesuchus wegeneri.
La barre verticale mesure 5 centimètres.

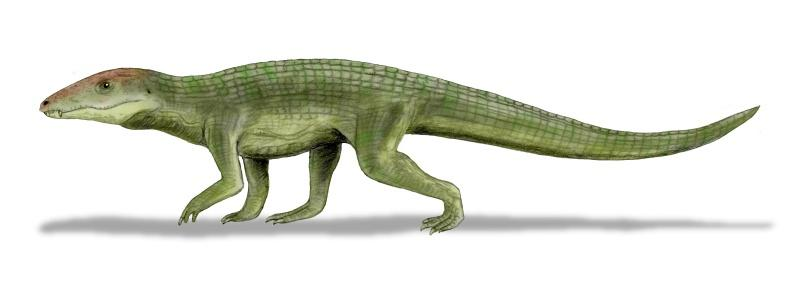
Vue d’artiste d'un uruguaysuchidé : Uruguaysuchus aznarezi.

Ce sont des animaux terrestres de taille modérée, de 0,70 à 1,80 mètre de longueur.

## Classification
Deux cladogrammes de 2014 et 2011 respectivement montrent la position basale des Uruguaysuchidae au sein des Notosuchia et les genres et espèces que cette famille contient.

### Cladogramme de Diego Polet al.[1], 2014
- Notosuchia
  - 
    - 
      - Uruguaysuchidae
        - Araripesuchus tsangatsangana
        - 
          - Anatosuchus
          - Araripesuchus wegeneri

        - 
          - Araripesuchus buitreraensis
          - 
            - Araripesuchus gomesii
            - 
              - Araripesuchus patagonicus
              - Uruguaysuchus

      - 
        - Stolokrosuchus
        - 
          - Mahajangasuchidae
            - Kaprosuchus
            - Mahajangasuchus

          - Peirosauridae
            - Hamadasuchus
            - 
              - Gasparinisuchus
              - Lomasuchus
              - Montealtosuchus
              - Uberabasuchus

    - 
      - Candidodon
      - Ziphosuchia
        - Libycosuchus
        - 
          - Simosuchus
          - 
            - 
              - Malawisuchus
              - Pakasuchus

            - 
              - 
                - Morrinhosuchus
                - 
                  - Notosuchus
                  - 
                    - Coringasuchus
                    - Labidiosuchus
                    - Mariliasuchus
                    - Sphagesauridae
                      - 
                        - Adamantinasuchus
                        - Yacarerani

                      - 
                        - 
                          - Caipirasuchus stenognathus
                          - 
                            - Caipirasuchus paulistanus
                            - Caipirasuchus montealtensis

                        - 
                          - Sphagesaurus
                          - 
                            - Armadillosuchus
                            - Caryonosuchus

              - 
                - Chimaerasuchus
                - 
                  - Comahuesuchus
                  - Sebecosuchia
                    - Pabwehshi
                    - Baurusuchidae
                      - Cynodontosuchus
                      - 
                        - Pissarrachampsa
                        - 
                          - Stratiotosuchus
                          - 
                            - Campinasuchus
                            - 
                              - Baurusuchus albertoi
                              - 
                                - Baurusuchus pachecoi
                                - Baurusuchus salgadoensis

                    - 
                      - 
                        - Bergisuchus
                        - Iberosuchus

                      - Sebecidae
                        - 
                          - Lorosuchus
                          - Pehuenchesuchus

                        - 
                          - Barinasuchus
                          - 
                            - 
                              - Ayllusuchus
                              - Bretesuchus

                            - 
                              - « forme de Lumbrera »
                              - Langstonia
                              - Sebecus
                              - Zulmasuchus

### Cladogramme de M. Sotoet al.[9], 2011
- Notosuchia
  - Uruguaysuchidae
    - Uruguaysuchus
    - Araripesuchus
      - A. wegeneri
      - 
        - A. buitreraensis
        - 
          - A. gomesii
          - A. patagonicus

  - Ziphosuchia
    - Libycosuchus
    - 
      - Simosuchus
      - 
        - 
          - Malawisuchus
          - Candidodon

        - 
          - 
            - Chimaerasuchus
            - Sphagesaurus

          - 
            - Baurusuchus
            - 
              - Bretesuchus
              - Iberosuchus

        - 
          - Notosuchus
          - 
            - Comahuesuchus
            - Mariliasuchus